# Voo Gabon Express 221
O Voo Gabon Express 221 era um voo doméstico regular de passageiros que caiu no Oceano Atlântico em 8 de junho de 2004. O Hawker Siddeley HS 748 transportava 26 passageiros e 4 tripulantes e voava da capital do Gabão, Libreville para Franceville com escala em Port-Gentil quando um motor falhou. A tripulação tentou retornar ao Aeroporto Internacional de Libreville. No entanto, eles o ultrapassaram e mergulharam no mar. Pelo menos 19 pessoas morreram no acidente. Foi o segundo acidente de avião mais mortal no Gabão. O presidente do Gabão, Omar Bongo, declarou três dias de luto nacional em resposta ao desastre.

## Acidente
O voo 221 era um serviço doméstico regular de passageiros operado por uma companhia aérea do Gabão, a Gabon Express. Na época, a companhia aérea era a segunda maior do Gabão, com mais de 60 destinos. O voo transportava 26 passageiros e 4 tripulantes. Entre os passageiros estavam 7 franceses, 2 libaneses e um alemão. Logo após a decolagem de Libreville, a tripulação relatou problemas com a aeronave. Ocorreu uma falha na pressão do óleo no motor nº 2, fazendo com que a tripulação tentasse voltar ao aeroporto.
Durante a tentativa de retorno, a tripulação tentou baixar o trem de pouso da aeronave, porém não o fizeram, devido a problemas com o sistema hidráulico. Testemunhas no solo afirmaram que a aeronave estava operando com apenas um motor. O voo 221 mergulhou de nariz no mar.
A cauda e a parte frontal da aeronave separaram-se da fuselagem. Como a aeronave não estava totalmente submersa, vários sobreviventes conseguiram escapar dos destroços. 4 horas após o impacto inicial, os destroços afundaram e ficaram totalmente submersos, com muitas pessoas ainda presas dentro dos destroços.

## Busca e resgate
Imediatamente após o acidente, bombeiros e serviços de emergência foram enviados. 11 sobreviventes foram evacuados do local e levados de helicópteros ao hospital local em Libreville. Nenhum sofreu ferimentos graves. Mergulhadores foram despachados pelas autoridades para resgatar as pessoas presas nos destroços. Pescadores locais, a Marinha francesa e militares franceses também se juntaram ao esforço de resgate.

## Consequências
Como resultado da perda de 19 pessoas no acidente, o presidente do Gabão, Omar Bongo, declarou três dias de luto nacional em homenagem às vítimas da queda. Um funcionário do governo afirmou que um funeral nacional seria realizado em resposta ao acidente.